# Luchs

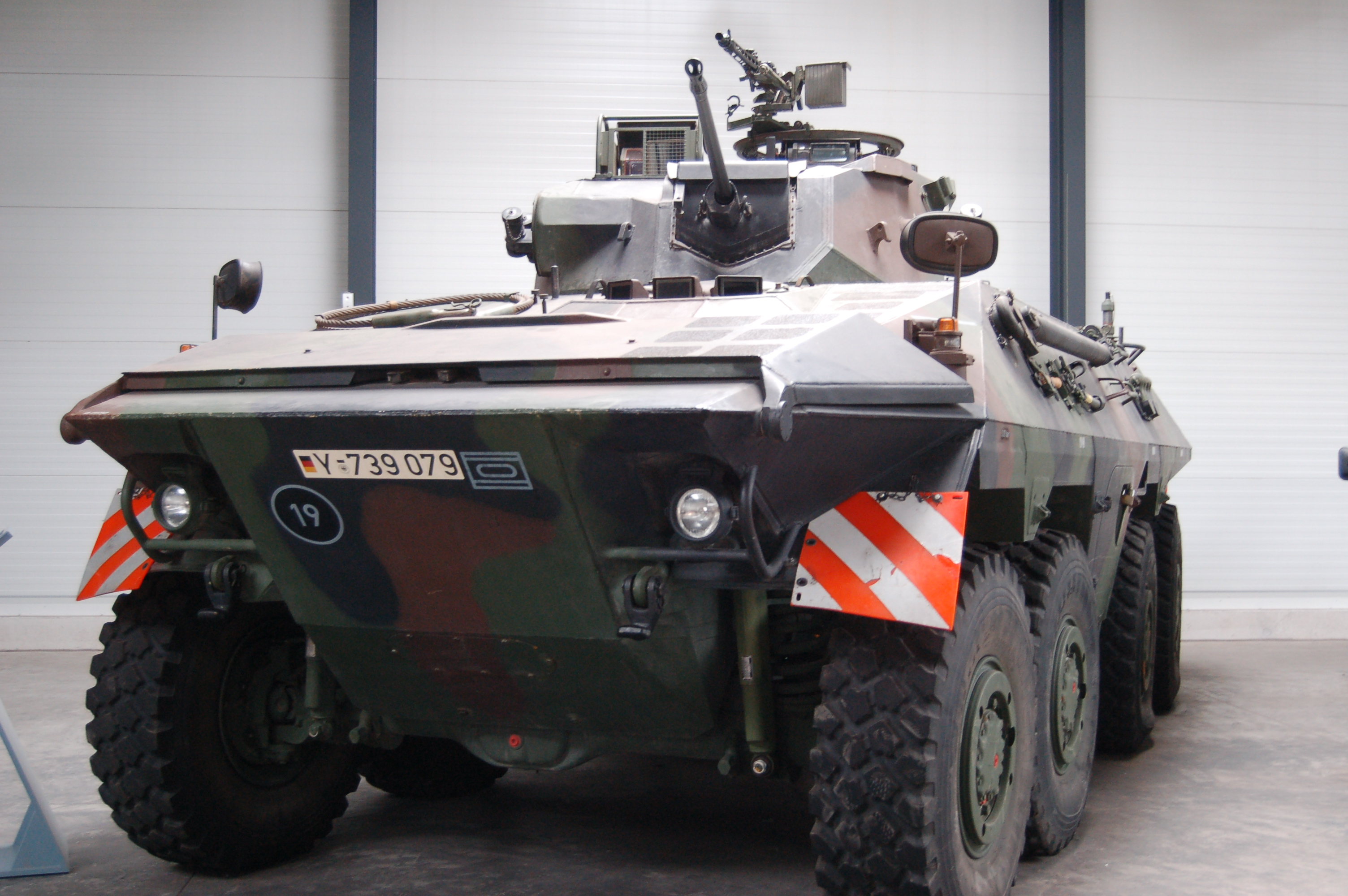
Luchs A2

Luchs (z niem. „ryś”) – niemiecki pływający bojowy wóz rozpoznawczy.
Luchs został przyjęty na wyposażenie Bundeswehry w roku 1975. Jest to specjalistyczny pojazd, przeznaczony dla oddziałów rozpoznawczych. Jego niezwykłą cechą jest posiadanie dwóch stanowisk dla kierowców, z przodu oraz z tyłu. Dzięki temu możliwe jest bardzo szybkie wycofanie się w razie zagrożenia. Luchs pozostaje w służbie do dzisiaj, lecz w niemieckiej armii został częściowo zastąpiony przez nowsze pojazdy Fennek.

## Historia
W początkowym okresie istnienia Bundeswehry oddziały rozpoznania używały lekkich czołgów M41 oraz gąsienicowych transporterów Hotchkiss.
Wozy te początkowo dobrze spełniały się w roli pojazdów oddziałów rozpoznawczych, jednakże na przełomie lat 60. i 70. XX wieku do Bundeswehry rozpoczęto wprowadzać nowe, ruchliwsze pojazdy niemieckiej produkcji: czołgi Leopard 1 oraz bojowe wozy piechoty Marder 1. Wobec tego dotychczasowe pojazdy rozpoznania wpływały na zahamowanie tempa działań wojsk pancernych i zmechanizowanych.
Pierwsze wytyczne dotyczące nowych pojazdów rozpoznawczych opracowano już w roku 1961. W roku 1964 Ministerstwo Obrony RFN zamówiło następujące pojazdy kołowe: transporter w układzie 6×6, wóz rozpoznawczy (8×8) i pojazd patrolowy (4×4). W pracach projektowych wzięły: Daimler-Benz oraz jako jedno biuro konstrukcyjne (Gemeinschaftbüro) firmy Büssing, Henschel, Klöckner-Humboldt-Deutz, Krupp i Maschinenfabrik Augsburg-Nürnberg.
Zarówno  Daimler-Benz jak i biuro konstrukcje Gemeinschaftbüero opracowały po osiem prototypów wozów rozpoznawczych, które poddano pierwszym testom w roku 1968. W kolejnych latach przeprowadzono kolejne próby, m.in. w warunkach zimowych w Norwegii oraz w klimacie ciepłym na Sardynii.
Ostatecznie w roku 1973 Bundeswehra wybrała prototyp Daimler-Benz, jednakże producentem nowego wozu zostały zakłady Rheinstahl Wehrtechnik z Kassel.
Oficjalne przekazanie pierwszych pojazdów bojowych wozów rozpoznawczych Luchs odbyło się 4 września 1975 roku.
Ogólnie w latach 1975–1977 wyprodukowano 408 wozów Luchs i wszystkie trafiły do Bundeswehry.
Wraz z wprowadzeniem do armii niemieckiej wozów Fennek, Luchs został częściowo przez nie zastąpiony, jednakże dalej znajduje się na wyposażeniu niemieckiej armii.

## Opis konstrukcji
Kadłub wozu wykonany jest ze spawanych płyt pancernych i zapewnia ochronę przed pociskami broni strzeleckiej i odłamkami pocisków artyleryjskich. Ponadto z przodu zastosowano pancerz, który chroni przed pociskami kalibru 20 mm.
W środkowej części umieszczona jest obrotowa, spawana wieża Rheinmetall TS-7. Umieszczono w niej podstawowe uzbrojenie wozu: szybkostrzelną armatę automatyczną Rheinmetall Mk 20 Rh 202 kal. 20 mm. Armata nie posiada stabilizacji. W późniejszych egzemplarzach wprowadzono ładowanie dwustronne armaty. W celu poprawienia warunków obserwacji dowódcy na wieży umieszczona została wieżyczka dowódcy. Zamocowano na niej dodatkowe uzbrojenie pojazdu – karabin maszynowy MG3 kal. 7,62 mm. Pojazd przewozi 375 nabojów armatnich i 1000 nabojów kalibru 7,62 mm.
Celowanie z armaty odbywa się za pomocą peryskopowych celowników optycznych PERI Z-11 A-1 (jeden dla dowódcy i jeden dla działonowego). Ponadto zastosowano specjalny celownik do strzelań przeciwlotniczych, który pozwala na prowadzenie ognia z uwzględnieniem szybkości poruszającego się obiektu (żołnierz ustawia jeden z dwóch dostępnych wartości: 100 m/s albo 200 m/s). Do strzelań nocnych początkowo stosowano noktowizor aktywny z reflektorem podczerwieni umieszczony był po lewej stronie armaty. W późniejszym okresie stosowano wzmacniacz światła szczątkowego BM8025, a następnie system zastąpiono termowizorem WBG-X oraz kamerą pracującą w podczerwieni.
Napęd pojazdu Luchs stanowi 10-cylindrowy wielopaliwowy silnik wysokoprężny Daimler/Benz OM403 VA z turbodoładowaniem, który może być zasilany zarówno benzyną (osiąga wtedy moc maksymalną 300 KM), jak i olejem napędowym (moc maksymalna – 390 KM). Ponadto wóz posiada automatyczną skrzynię biegów ZF 4 PW 96 H1 z czterema biegami. W celu ułatwienia rozruchu w zimie zastosowano podgrzewacz rozruchowy oraz świecę płomieniową.
W wozie Luchs zastosowano układ jezdny z czterema sztywnymi osiami. Dwie osie kół tworzą wózek jezdny zawieszony na wahliwej ramie. Pozwala to na równomierne rozłożenie obciążeń na osiach wózka. W zależności od prędkości automatycznie wybierany jest jeden z dwóch sposobów skręcania kół. Podczas jazdy z dużą prędkością skracają tylko dwie przednie osie, co zapewnia promień skrętu wynoszący 19 m. Podczas jazdy do tyłu z podobną prędkością skręcają tylko dwie tylne osie. Natomiast jeśli wóz porusza się z prędkością do 50 km/h skręcają wszystkie osie, a promień skrętu wynosi tylko 11,5 m.  W wozie zastosowano dwuobwodowy hydrauliczny układ hamulcowy, z dwoma osobnymi układami sterowania hamulcami do jazdy do przodu i do jazdy do tyłu (wynika to z wymagań identycznej prędkości i manewrowości wozu podczas jazdy zarówno do przodu, jak i do tyłu).
Jest to pojazd amfibijny; podczas pływania napęd jest przenoszony poprzez wirnik pompy przekładni hydrokinetycznej na przekładnię napędów dodatkowych i stąd wałami na dwa pędniki śrubowe SRP 010 (produkowane w stoczni Schottel) umieszczone z tyłu pojazdu. Prędkość obrotu pędników zależy od prędkości obrotowej silnika. Luchs w wodzie może rozwinąć prędkość 10 km/h. W celu poprawienia pływalności pojazdu posiada on rozkładany hydraulicznie falochron oraz trzy pompy zęzowe. W wodzie pojazdem kieruje kierowca. Zmiana kierunku pływania odbywa się poprzez obrót pędników wokół osi pionowej.
Wóz Luchs posiada instalację elektryczną o napięciu 24 V zasilaną z sześciu akumulatorów o łącznej pojemności 300 Ah.
Załogę wozu stanowi 4 żołnierzy: kierowca główny (siedzi w przedniej części pojazdu po lewej stronie), drugi kierowca, który pełni, także rolę radiooperatora (siedzi w części tylnej, tyłem do kierunku jazdy), dowódca i działonowy (obaj zajmują miejsce w wieży). Obecność drugiego kierowcy siedzącego tyłem do kierunku jazdy, pozwala na natychmiastowe wycofanie się bez konieczności wykonywania skrętu o 180°. Ta cecha wyróżnia wóz Luchs na tle innych pojazdów rozpoznawczych.
W skład standardowego wyposażenia Luchsa wchodzą dwie radiostacje SEM 25 i SEM 35. W zależności od potrzeb mogą być zamontowane dodatkowe radiostacje SEM 52 i VHF 400 W.

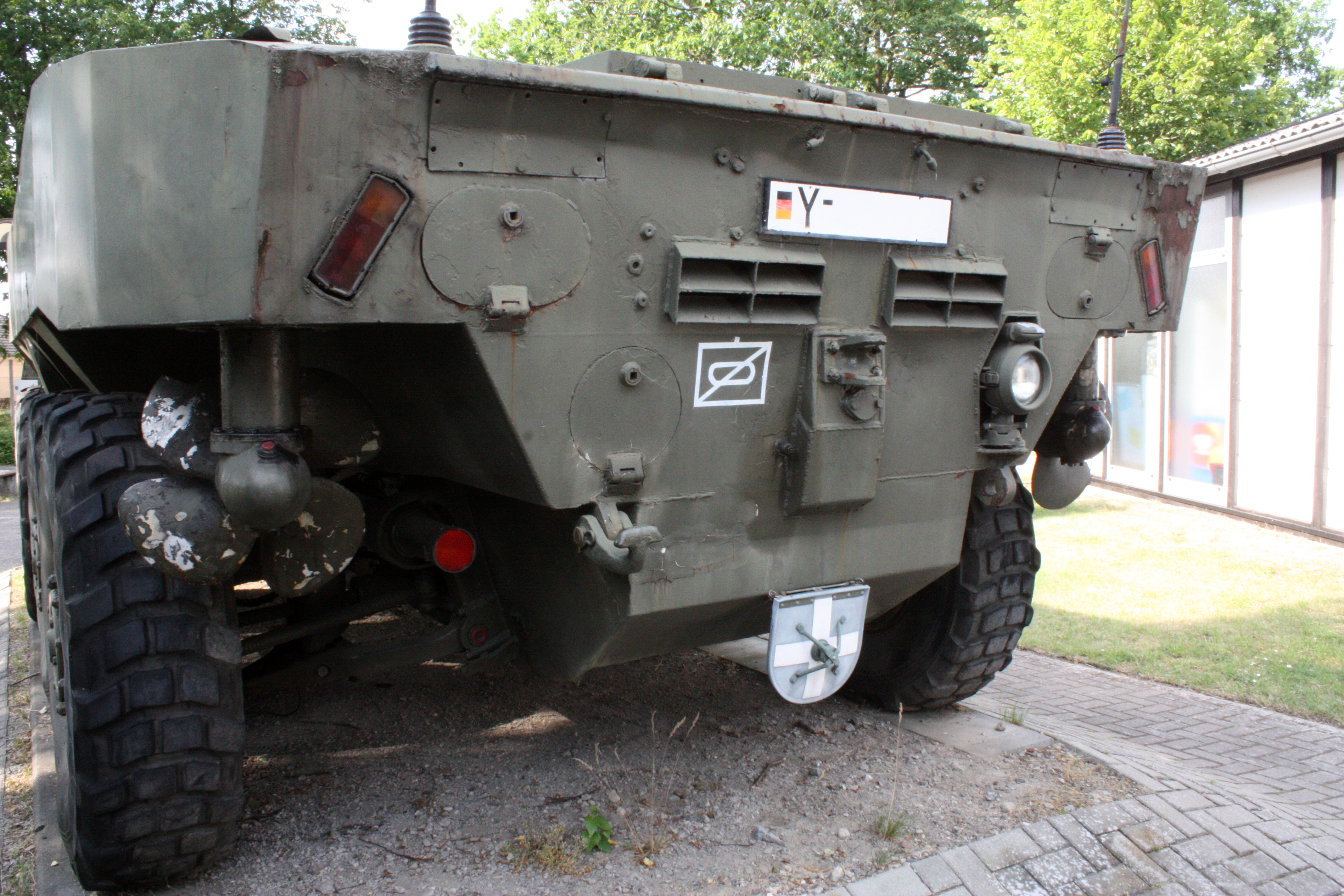
Luchs z tyłu. Widoczne śruby zapewniające napęd w wodzie
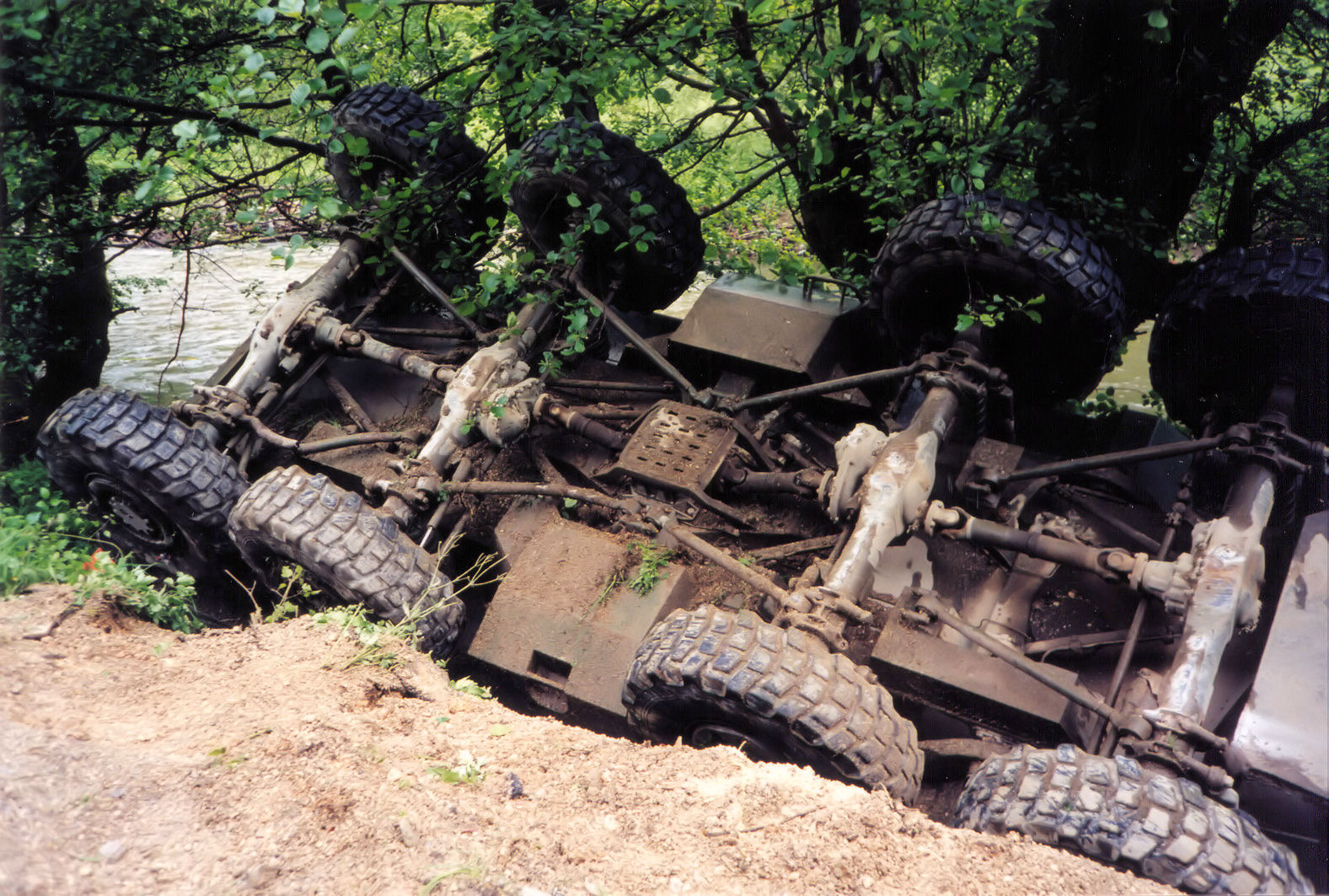
Przewrócony wóz Luchs. Doskonale widoczne szczegóły zawieszenia
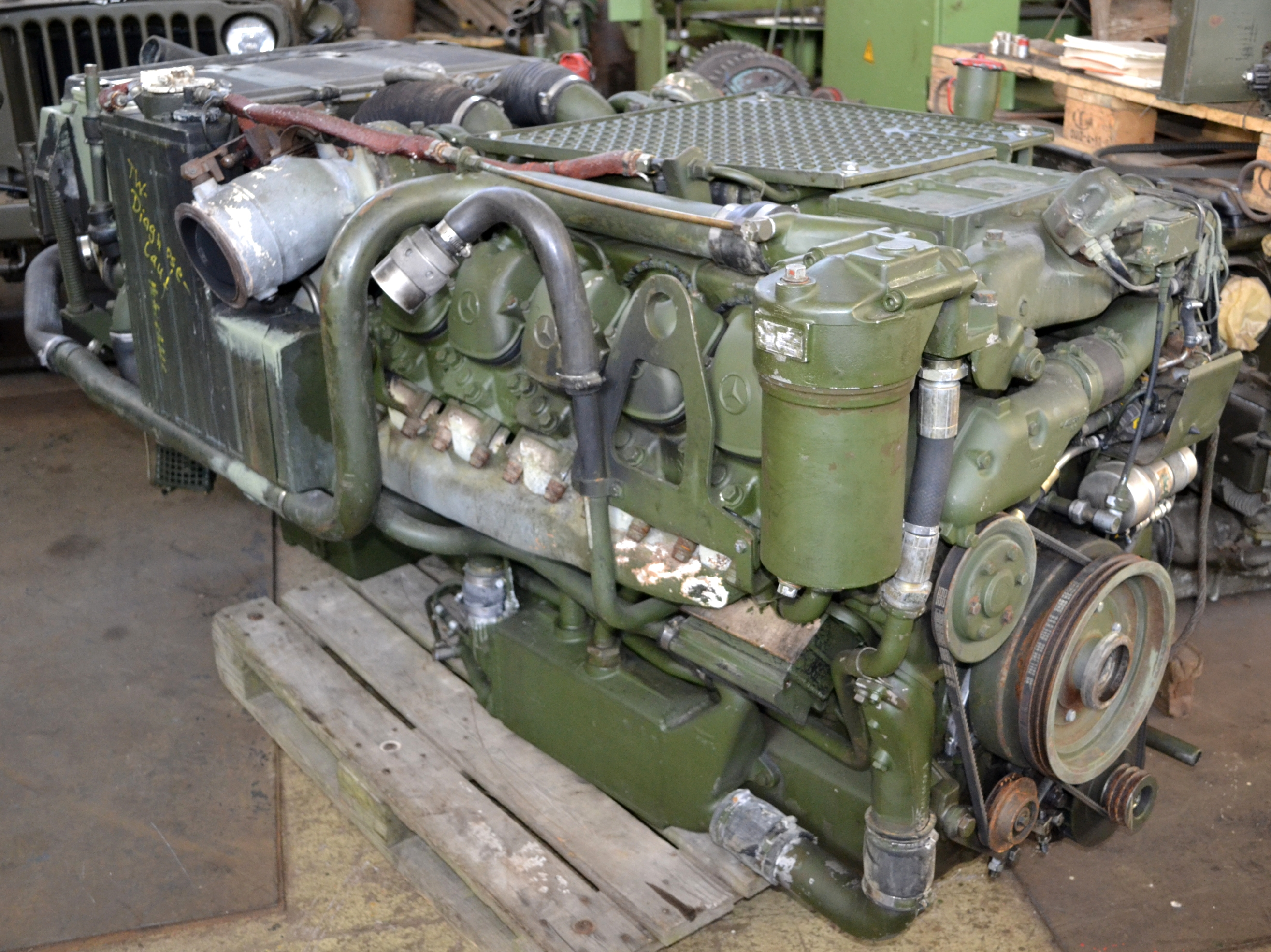
Silnik Daimler-Benz OM 403A

## Warianty
- Luchs – wariant podstawowy[2].
- Luchs A1 – modernizacja powstała w roku 1986, polegająca na zastosowaniu termowizji oraz systemu kierowania ogniem[2].
- Luchs A2 – w 1982 roku podpisano kontrakt na modernizację 423 pojazdów do wersji Luchs A2. W 1984 roku dostarczono do wojsk 63 wozy, a w latach 1985–1987 – 360, po 120 sztuk rocznie. W zmodernizowanej wersji wprowadzono nowe przyrządy obserwacyjno-celownicze, z kamerą termowizyjną w torze nocnym[3].